# Yamunadanda
Yamunadanda – gaun wikas samiti w środkowej części Nepalu  w strefie Bagmati w dystrykcie Sindhupalchowk. Według nepalskiego spisu powszechnego z 2001 roku liczył on 366 gospodarstw domowych i 1722 mieszkańców (869 kobiet i 853 mężczyzn).